# Karl Amon (Politiker)
Karl Amon (* 11. Jänner 1920 in Kollmitzberg; † 13. Juni 1995 ebenda) war ein österreichischer Politiker (ÖVP). Er war von 1969 bis 1983 Abgeordneter zum Landtag von Niederösterreich. Ab 1965 war er Bürgermeister in Kollmitzberg und von 1971 bis 1989 Bürgermeister in Ardagger. 

## Leben
Karl Amon absolvierte die Volks- und Hauptschule und war Bauer in Kollmitzberg. Von 1939 bis 1945 versah er seinen Militärdienst und befand sich bis 1946 in englischer Kriegsgefangenschaft. 1955 wurde er Mitglied des Gemeinderates, 1960 Vizebürgermeister und 1965 Bürgermeister in Kollmitzberg. Nach der Gemeindezusammenlegung war er von 1971 bis 1989 Bürgermeister in Ardagger. 1965 wurde er Obmann der Bezirksbauernkammer, darüber hinaus hatte er weitere Funktionen in bäuerlichen und gewerkschaftlichen Organisationen und erhielt den Berufstitel Ökonomierat verliehen.
Im Zuge der Landtagswahl in Niederösterreich 1969 wurde Karl Amon in den Landtag von Niederösterreich gewählt, wo er zu Beginn der IX. Gesetzgebungsperiode im November 1969 erstmals als Abgeordneter angelobt wurde. Nach der Landtagswahl in Niederösterreich 1983 schied er im November 1983 aus dem Landtag aus.
Karl Amon starb 1995 im Alter von 75 Jahren.